# Angola en los Juegos Olímpicos de Londres 2012
Angola estuvo representada en los Juegos Olímpicos de Londres 2012 por un total de 33 deportistas, 4 hombres y 29 mujeres, que compitieron en 6 deportes.
La portadora de la bandera en la ceremonia de apertura fue la yudoca Antónia Moreira. El equipo olímpico angoleño no obtuvo ninguna medalla en estos Juegos.